# Marco Denevi
Marco Denevi (Saenz Pena, 12 maggio 1922 – Buenos Aires, 12 dicembre 1998) è stato uno scrittore, giornalista e avvocato argentino.

## Biografia
Era nato in provincia di Buenos Aires ed in giovane età aveva iniziato lo studio del pianoforte. Si diplomò al liceo nel 1939, ma si laureò poi soltanto nel 1956.

## Carriera
Le sue opere sono caratterizzate da originalità e profondità di critica sull'incompetenza umana. Il suo primo romanzo, un mistery intitolato Rosaura alle dieci (1955), vinse il premio Kraft ed ebbe grande successo di pubblico. Nel 1964 venne tradotto in lingua inglese con il titolo Rosa at Ten O'Clock. Tra le sue opere di maggiore successo si ricordano Los expedientes (1957), Cerimonia segreta (1960), El cuarto de la noche (1962) e Falsificaciones (1966) e Los asesinos de los días de fiesta dal quale è stato tratto il film di Damiano Damiani Assassini dei giorni di festa.
Cerimonia segreta venne utilizzato per la sceneggiatura del film omonimo del 1968 con Elizabeth Taylor, Mia Farrow, Robert Mitchum e Peggy Ashcroft. Il film fu diretto da Joseph Losey su una sceneggiatura di George Tabori.
Egli è meno noto come saggista, ma coltivò anche questo genere in República de Trapalanda (1989), un'opera tarda, dove tratteggiò la visione di Ezequiel Martínez Estrada e Domingo Faustino Sarmiento sulla repubblica Argentina. Egli desiderò scrivere testi per il teatro e ne scrisse diversi, ma non aveva sufficiente talento per emergere in questo settore.
Nel 1987 venne accolto nell'Accademia di lettere dell'Argentina.